# Нова-Америка
Нова-Америка (порт. Nova América)  —  муниципалитет в Бразилии, входит в штат Гояс. Составная часть мезорегиона Центр штата Гойас. Входит в экономико-статистический  микрорегион Серис. Население составляет 2305 человек на 2006 год. Занимает площадь 212,023 км². Плотность населения — 10,9 чел./км².

## Статистика
- Валовой внутренний продукт на 2003 год составляет 9 364 999,00 реалов (данные: Бразильский институт географии и статистики).
- Валовой внутренний продукт на душу населения на 2003 год составляет 4162,22 реалов (данные: Бразильский институт географии и статистики).
- Индекс развития человеческого потенциала на 2000 год составляет 0,715 (данные: Программа развития ООН).